# Baselski Münster
Baselski Münster (nemško Basler Münster) je verska stavba v švicarskem mestu Basel, prvotno katoliška stolnica, danes pa evangeličanska reformirana cerkev.
Prvotna stolnica je bila zgrajena med letoma 1019 in 1500 v romanskem in gotskem slogu. Poznoromansko stavbo, ki jo je uničil potres leta 1356 v Baslu, je zgradil Johannes Gmünd, ki je bil hkrati zaposlen pri gradnji Freiburškega Münstra. Ulrich von Ensingen, arhitekt stolpov v Münstra v Ulmu in stolnice v Strasbourgu, je stavbo razširil od leta 1421. Hans von Nußdorf je južni stolp dokončal leta 1500.
Ena glavnih znamenitosti Basla dodaja poudarek z arhitekturo iz rdečega peščenjaka in barvnimi strešniki, dvema vitkima stolpoma in glavno streho v obliki križa. Švicarski popis kulturnih dobrin nacionalnega in regionalnega pomena navaja Münster kot dediščino državnega pomena.

## Zgodovina stavbe

### Zgodnja struktura
Hrib, na katerem se danes nahaja Münster, je bil v 1. stoletju pred našim štetjem utrjeno keltsko mesto v pozni keltski dobi. Galsko obzidje tega mesta je bilo odkrito med arheološkimi izkopavanji leta 1970. Tako del vrat kot zgodovinski potek ulice je mogoče delno ponoviti. Ta cesta se je ločila na današnjega položaja Münstra, kjer se domneva, da je bil majhen tempelj, ki ga je kasneje zamenjala rimski kastrum.
Prvi škof v Baslu naj bi bil Justinijan med letoma 343-346. Škofov sedež je bil v zgodnjem srednjem veku preseljen iz Augusta Raurice (danes Kaiseraugst) na hrib Münster. Po besedah arheologa Hansa Rudolfa Sennhauserja se je ta prenos verjetno zgodil v začetku 7. stoletja pod škofom Ragnaharijem, nekdanjim menihom samostana Luxeuil. Za obstoj stolnice pred 9. stoletjem ni zgodovinskih dokazov.

### Druga cerkev - Heinrich Münster
Nekaj časa po prelomu prvega tisočletja, zgrajena na starih temeljih Haito Münstra, je bila po naročilu škofa Adalberta II. (približno 999 - 1025) zgrajena nova stavba v zgodnjem romanskem slogu otonskega obdobja. Včasih imenovana stolnica Adalberto, je triladijska stolnica pravzaprav poimenovana po svojem zavetniku cesarju Henriku II., v nemškem jeziku Heinrich. Stolnica je posvečena Henriku II. in njegovi ženi Kunigundi. Knezoškof je mestu upravljal kot predstavnik cesarja, ki je leta 1006 dobil v posest Basel.
Izkopavanja v letih 1973-1974 dokazujejo, da kripta te stavbe, posvečena leta 1019, ni bila razširjena. Konec 11. stoletja je bil na zahodni strani stavbe postavljen stolp iz svetlega apnenca in molasse. Ta zgodovinska zgradba še danes tvori spodnji del severnega stolpa (Georgsturm). Heinrich Münster ni imel stolpa na južni strani.

### Tretja cerkev - pozna romanika
Stavba, kakršna je danes, večinoma sega v poznoromansko stavbo, zgrajeno v zadnji tretjini 12. stoletja in končani okoli leta 1225. Na temeljih prejšnjih stavb je bila zgrajena cerkev s tremi ladjami in transeptom. Zahodna fasada je bila končana nekje v drugi polovici 13. stoletja. Jurijevemu stolpu je bilo dodano tretje nadstropje, Martinov stolp pa se je začel graditi.
Čeprav so ga podpirali masivni stebri, jo je potres leta 1356 precej uničil, poškodovan je bil kor in različni oboki. Johannes von Gmünd je obnovil poškodovano stolnico in leta 1363 je bil posvečen glavni oltar. Leta 1421 je Ulrich von Ensingen, ki je zgradil stolp v Ulmu in Strasbourgu, začel s podaljšanjem severnega stolpa (Jurijev stolp). Ta faza se je končala leta 1429. Južni stolp (Martinov stolp) je 23. julija 1500 dokončal Hans von Nussdorf. Ta datum je uradni arhitekturni zaključek stolnice. V 15. stoletju so bili dodani glavni in manjši križni hodnik. Münster je služil kot škofovska stolnica do leta 1529 med reformacijo. Današnja občina je del evangeličansko-reformirane cerkve kantona Basel-Stadt. V 19. stoletju sta bili izvedeni dve večji obnovi. Med letoma 1852 in 1857 so premaknili retabel in kripto na zahodni strani zaprli. V 20. stoletju je bil glavni cilj prenove poudariti poznoromansko arhitekturo in razveljaviti nekatere spremembe, ki so bile narejene v 1850-ih. Poleg tega so tla leta 1975 vrnili na prvotno raven in kripto ponovno odprli. Delavnica, namenjena skrbi za vedno bolj propadajočo zunanjost peščenjaka, je bila ustanovljena leta 1985.

## Pomembni zgodovinski dogodki

### Volitve papežev
Leta 1424 je papež Martin V. obvestil baselsko vlado, da je bilo njihovo mesto izbrano za kraj naslednjega koncila. Glavni cilj sestankov baselskega koncila med letoma 1431 in 1449 je bil izvesti cerkveno reformo. Po ukazu papeža Evgenija IV., je predsednik takratnega sveta Julian Cesarini, Basel zapustil leta 1438. Eno leto kasneje, 24. julija 1440, je bil na baselskem Münsterplatzu za protipapeža izvoljen Feliks V. Nemški cesar Friderik III. je poskrbel za razpustitev koncila v Baslu, ker Feliks V. ni mogel prevladati. 
Po zaprtju papeške univerze so si državljani prizadevali, da bi ustanovili novo univerzo. Tajnik sveta, papež Pij II., je 4. aprila 1460 omogočil uveljavitev papeške bule in odprtje Baselske univerze kot neodvisne univerze.

### Uničenje verskih slik
Med ikonoklazmom protestantske reformacije je bilo v letih 1528 in 1529 uničenih veliko dragocenih umetnin, ki so pripadale mestu Basel in stolnici. Številni državljani so vdrli v številne cerkve v Baslu, nekateri tudi z oboroženo silo, da bi uničili verske slike in kipe. Ulrich Zwingli, vplivni cerkveni reformator, je čaščenje Boga v obliki slik obsodil kot malikovanje.
Skupina 40 oboroženih moških naj bi se 9. februarja 1529 približno ob 13.00 povzpela na Münster s prenatrpane tržnice. Po prvem napadu na cerkev, med katerim je bil prevrnjen oltar in razbit, so odšli po okrepitev. Kaplani so izkoristili priložnost in zaklenili vrata cerkve. Vrnitev množice 200 glasnih in nesramnih moških je napadla in na koncu razbila pregrado. Ko so v cerkvi uničili oltarje, križe in podobe Device Marije in svetnikov. Popoldne se je ikonoklazem razširil tudi na druge cerkve v Baslu.
Impresiven zaklad je bil rešen in ostal popoln, dokler kanton Basel ni bil leta 1833 razdeljen na 'polkantona'. V 1850-ih je Franz Xaver Eggert postavil nova vitražna okna.

## Arhitektura

### Jurijev in Martinov stolp
Glavno pročelje, ki kaže na zahod, najbolje označujeta dva stolpa. Severni stolp se imenuje Jurijev stolp (Georgsturm, 64,2 m), južni pa Martinov stolp (Martinsturm, 62,7 m). Stolpa sta poimenovana po Juriju in Martinu, svetnikih vitezih. Kopije obeh svetnikov so upodobljene z ustreznimi konjeniškimi skulpturami ob glavnem vhodu na visokih pilastrih pod ustreznim stolpom. Kip svetega Martina izvira iz leta 1340; danes je arhetip mogoče najti v muzeju Klingentalmuseum. Nad arhetipom se nahajata mehanična in sončna ura. Izjemno je, da sončna ura prikazuje 'napačen čas' zaradi Basler Zeita. Pod Jurijevim stolpom je monumentalna slika (1372), ki prikazuje viteza Jurija, ki se bori proti izjemno majhnemu zmaju.
Po močnem potresu leta 1356 je bil Münster, ki je prvotno imel pet zvonikov, obnovljen, ostala pa sta le dva zvonika. Pri starejšem Jurijevem stolpu je še vedno videti spodnji svetlejši del, ki je ostal nedotaknjen. Leta 1500 so na Martinovem stolpu postavili čudovit zaključek. Z uporabo strmih spiralnih stopnic v južnem zvoniku je mogoče videti staro cerkveno uro iz leta 1883. Zvonik se nahaja med obema stolpoma, ki sta povezana z galerijo. Do stolpov se lahko pride po 242 stopnicah. Od tam je čudovit razgled na mesto Basel in vznožje Schwarzwalda in Švicarske Jure.
Oba zvonika sta sestavljena iz treh nižjih, nerazdeljenih nadstropij in več v razdeljenih stolpih. Spodnji etaži sta preprosti in podobni blokom. Zgornja nadstropja zvonikov se dvigajo nad galerijo z okrasjem. Ker nista bila zgrajena hkrati, se nekoliko razlikujeta po zunanjem videzu. V nasprotju z južnim zvonikom se osmerokotni v prerezu in zgornji del zvonika pritrdijo le na pravokotno nadstropje na severnem zvoniku. Primerljiv s projektom Freiburškega Münstra, zaostali projekt fial na vogalih osmerokotnikov.

### Glavni vhod
Med vrati glavnega vhoda je prazen steber, na katerem je bil prvotno kip Device Marije. Kot je značilno za številne druge gotske cerkvene verande, je na zgornjem timpanonu verjetno upodobljena Poslednja sodba. Oba sta bila uničena v času reformacije. V nasprotju s tem je ohranjen arhivolt, ki prikazuje preroke in kralje, vrtnice, plešoče angele in Abrahama.
Dobrotnika Henrik II. in njegova žena Kunigunda sta upodobljena levo od glavnega vhoda. Na portretu je cesar upodobljen kot presenetljivo mlad in brez brade, v naročju nosi model cerkve, ki ga prepozna kot dobrotnika. Šele po prenovi zunanjosti (1880 - 1980) je cesarica dobila križ kot še en simbol identifikacije. Prvotno je nosila rokavice.
Na desni je podoba zapeljivca ('princ tega sveta') in grešne device.
Medtem ko se devica nasmehne in se začne slačiti, krastače in kače lazijo po hrbtu zapeljivca. Poosebljati bi morale zlo. Podoba sega približno v leto 1280. 
Kipi in opečnati zidovi stolnice so sestavljeni iz rdečega peščenjaka, ki so ga našli v Wiesentalu in Degerfeldnu.

## Uporaba
Do reformacije je bil Baselski Münster škofovska cerkev in glavna cerkev baselske škofije, katere metropolit je bil nadškof Besançona. Škofovska rezidenca in prvotni bivalni prostori za kanonike stolnega kapitlja so bili del Münstra. Od 12. stoletja dalje so kanoniki živeli v svojih zasebnih domovih v bližini stolnice.
9. februarja 1529 so iz stolnice odstranili vse verske podobe in Münster je postal glavna kongregacija v mestu švicarske reformirane cerkve, ki je bila edina lastnica stavbe od ločitve cerkve od države. Mesto Basel pa še vedno prispeva tri četrtine stroškov vzdrževanja stavbe. Trenutno kongregacije cerkve Gellert in cerkve sv. Jakoba, dve drugi cerkvi v Baslu, prav tako sestavljajo skupščino Münstra. Redno bogoslužje in posebni glasbeni dogodki potekajo v cerkvi skozi vse leto. V cerkvi so tudi številni koncerti cerkvenega pevskega zbora, zborovskega društva in raznih drugih cerkvenih organizacij.

## Grobnice
- V zbornem pasusu je sarkofag kraljice Ane Habsburške in njenega sina Karla. Poročila se je leta 1245 kot Gertruda Hohenberška, z bodočim kraljem Rudolfom Habsburškin in umrla leta 1281 na Dunaju. Od tam so njeno telo prenesli v Basel. Kosti, najdene v njenem grobu (ženska, otrok, moški), so bile leta 1770 prenesene v opatijo Saint Blaise, Schwarzwald; kasneje v samostan sv. Pavla, Labotska dolina.
- Erazem Roterdamski
- Jakob Bernoulli I.

## Galerija
- Sončna in mehanska ura
- Križni hodnik
- Del križnega hodnika
- Notranjost cerkve